# World Magnetic Tour
World Magnetic Tour fue una gira de conciertos durante los años 2008, 2009 y 2010 de la banda estadounidense de thrash metal Metallica en apoyo de su noveno álbum de estudio, titulado Death Magnetic, el cual fue lanzado en septiembre de 2008.
La gira inició oficialmente en octubre de 2008 en Glendale (Arizona, Estados Unidos), después de tres fechas en Europa de promoción en septiembre y dos programas de ensayo EE. UU. En septiembre de 2010, la gira había llegado a América del Norte, Europa, Sudamérica, Asia y Oceanía.
La gira culminó con tres fechas en Melbourne (Australia) a finales de noviembre de 2010. La gira terminó siendo el de mayor éxito de Metallica, recaudando alrededor de $217,2 millones de dólares, con lo que es la 17º más taquillera gira de conciertos de todos los tiempos con la ubicación más taquillera, Acer Arena en Sídney (Australia), ganando más de $10 millones durante 4 muestras.
Los conciertos en Ciudad de México, Nimes, Sofía y Quebec fueron filmados para Orgullo, pasión y gloria: tres noches en la Ciudad de México, Français Pour Une Nuit, The Big Four: Live from Sofia, Bulgaria y Quebec Magnetic respectivamente.

## Fechas de conciertos
| Fecha                                                   | Ciudad                   | País            | Lugar                                       |
| ------------------------------------------------------- | ------------------------ | --------------- | ------------------------------------------- |

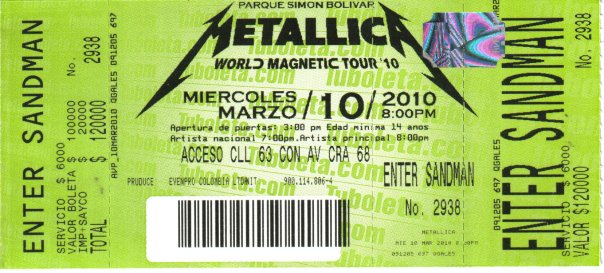
Entrada al concierto de Metallica en Bogotá, correspondiente a su gira World Magnetic Tour en 2010.

| Europa ("Death Magnetic" shows de promoción)            |                          |                 |                                             |
| 12 de septiembre de 2008                                | Berlín                   | Alemania        | O2 World                                    |
| 14 de septiembre de 2008 [1]                            | Londres                  | Reino Unido     | BBC Radio Theatre                           |
| 15 de septiembre de 2008                                | Londres                  | Reino Unido     | O2 Arena                                    |
| América del norte, Etapa #1                             |                          |                 |                                             |
| 17 de octubre de 2008 [1]                               | Daly City, CA            | Estados Unidos  | Cow Palace                                  |
| 20 de octubre de 2008 [1]                               | Glendale, AZ             | Estados Unidos  | Jobing.com Arena                            |
| 21 de octubre de 2008                                   | Glendale, AZ             | Estados Unidos  | Jobing.com Arena                            |
| 23 de octubre de 2008                                   | Albuquerque, NM          | Estados Unidos  | Tingley Coliseum                            |
| 25 de octubre de 2008                                   | Kansas City, MO          | Estados Unidos  | Sprint Center                               |
| 26 de octubre de 2008                                   | Des Moines, IA           | Estados Unidos  | Wells Fargo Arena                           |
| 1 de noviembre de 2008                                  | Portland (Oregón)        | Estados Unidos  | Rose Garden Arena                           |
| 3 de noviembre de 2008                                  | Salt Lake City, UT       | Estados Unidos  | EnergySolutions Arena                       |
| 4 de noviembre de 2008                                  | Denver, CO               | Estados Unidos  | Pepsi Center                                |
| 6 de noviembre de 2008                                  | Omaha, NE                | Estados Unidos  | Qwest Center                                |
| 8 de noviembre de 2008                                  | Moline, IL               | Estados Unidos  | i wireless Center                           |
| 9 de noviembre de 2008                                  | Columbus, OH             | Estados Unidos  | Jerome Schottenstein Center                 |
| 17 de noviembre de 2008                                 | St. Louis, MO            | Estados Unidos  | Scottrade Center                            |
| 18 de noviembre de 2008                                 | Tulsa, OK                | Estados Unidos  | BOK Center                                  |
| 20 de noviembre de 2008                                 | Houston, TX              | Estados Unidos  | Toyota Center                               |
| 22 de noviembre de 2008                                 | North Little Rock, AR    | Estados Unidos  | Alltel Arena                                |
| 23 de noviembre de 2008                                 | Nueva Orleans (Luisiana) | Estados Unidos  | New Orleans Arena                           |
| 1 de diciembre de 2008                                  | Seattle, WA              | Estados Unidos  | KeyArena                                    |
| 2 de diciembre de 2008                                  | Vancouver, BC            | Canadá          | General Motors Place                        |
| 4 de diciembre de 2008                                  | Calgary, AB              | Canadá          | Pengrowth Saddledome                        |
| 5 de diciembre de 2008                                  | Calgary, AB              | Canadá          | Pengrowth Saddledome                        |
| 7 de diciembre de 2008                                  | Edmonton, AB             | Canadá          | Rexall Place                                |
| 12 de diciembre de 2008                                 | Ontario, CA              | Estados Unidos  | Citizens Business Bank Arena                |
| 13 de diciembre de 2008                                 | Fresno, CA               | Estados Unidos  | Save Mart Center                            |
| 15 de diciembre de 2008                                 | San Diego, CA            | Estados Unidos  | Cox Arena                                   |
| 17 de diciembre de 2008                                 | Inglewood, CA            | Estados Unidos  | The Forum                                   |
| 18 de diciembre de 2008                                 | Inglewood, CA            | Estados Unidos  | The Forum                                   |
| 20 de diciembre de 2008                                 | Oakland, CA              | Estados Unidos  | Oracle Arena                                |
| América del norte, Etapa #2                             |                          |                 |                                             |
| 12 de enero de 2009                                     | Milwaukee, WI            | Estados Unidos  | Bradley Center                              |
| 13 de enero de 2009                                     | Detroit, MI              | Estados Unidos  | Joe Louis Arena                             |
| 15 de enero de 2009                                     | Washington D. C.         | Estados Unidos  | Verizon Center                              |
| 17 de enero de 2009                                     | Filadelfia, PA           | Estados Unidos  | Wachovia Center                             |
| 18 de enero de 2009                                     | Boston, MA               | Estados Unidos  | TD Banknorth Garden                         |
| 26 de enero de 2009                                     | Rosemont, IL             | Estados Unidos  | Allstate Arena                              |
| 27 de enero de 2009                                     | Rosemont, IL             | Estados Unidos  | Allstate Arena                              |
| 29 de enero de 2009                                     | Uniondale, NY            | Estados Unidos  | Nassau Coliseum                             |
| 31 de enero de 2009                                     | Newark, NJ               | Estados Unidos  | Prudential Center                           |
| 1 de febrero de 2009                                    | Newark, NJ               | Estados Unidos  | Prudential Center                           |
| Europa, Etapa #1                                        |                          |                 |                                             |
| 25 de febrero de 2009                                   | Nottingham               | Reino Unido     | Trent FM Arena                              |
| 26 de febrero de 2009                                   | Manchester               | Reino Unido     | Evening News Arena                          |
| 28 de febrero de 2009                                   | Sheffield                | Reino Unido     | Sheffield Arena                             |
| 2 de marzo de 2009                                      | Londres                  | Reino Unido     | O2 Arena                                    |
| 3 de marzo de 2009                                      | Newcastle                | Reino Unido     | Metro Radio Arena                           |
| 5 de marzo de 2009                                      | Amberes                  | Bélgica         | Sportpaleis                                 |
| 7 de marzo de 2009                                      | Estocolmo                | Suecia          | Ericsson Globe                              |
| Estados Unidos ("Guitar Hero: Metallica" promo show)    |                          |                 |                                             |
| 20 de marzo de 2009                                     | Austin, TX               | Estados Unidos  | Stubb's                                     |
| Europa, Etapa #2                                        |                          |                 |                                             |
| 25 de marzo de 2009                                     | Birmingham               | Reino Unido     | LG Arena                                    |
| 26 de marzo de 2009                                     | Glasgow                  | Reino Unido     | SECC                                        |
| 28 de marzo de 2009                                     | Londres                  | Reino Unido     | O2 Arena                                    |
| 30 de marzo de 2009                                     | Róterdam                 | Países Bajos    | Ahoy                                        |
| 1 de abril de 2009                                      | París                    | Francia         | Palais Omnisports Bercy                     |
| 2 de abril de 2009                                      | París                    | Francia         | Palais Omnisports Bercy                     |
| Europa, Etapa #3                                        |                          |                 |                                             |
| 4 de mayo de 2009 [2]                                   | Estocolmo                | Suecia          | Ericsson Globe                              |
| 6 de mayo de 2009                                       | Múnich                   | Alemania        | Olympiahalle                                |
| 7 de mayo de 2009                                       | Leipzig                  | Alemania        | Arena Leipzig                               |
| 9 de mayo de 2009                                       | Stuttgart                | Alemania        | Hanns-Martin-Schleyer-Halle                 |
| 11 de mayo de 2009                                      | Fráncfort del Meno       | Alemania        | Festhalle                                   |
| 12 de mayo de 2009                                      | Hamburgo                 | Alemania        | Color Line Arena                            |
| 14 de mayo de 2009                                      | Viena                    | Austria         | Wiener Stadthalle                           |
| 16 de mayo de 2009                                      | Oberhausen               | Alemania        | König Pilsener Arena                        |
| 17 de mayo de 2009                                      | Colonia                  | Alemania        | Lanxess Arena                               |
| Latinoamérica, Etapa #1                                 |                          |                 |                                             |
| 4 de junio de 2009                                      | Ciudad de México         | México          | Foro Sol                                    |
| 6 de junio de 2009                                      | Ciudad de México         | México          | Foro Sol                                    |
| 7 de junio de 2009                                      | Ciudad de México         | México          | Foro Sol                                    |
| Europa, Etapa #4'                                       |                          |                 |                                             |
| 14 de junio de 2009                                     | Helsinki                 | Finlandia       | Hartwall Areena                             |
| 15 de junio de 2009                                     | Helsinki                 | Finlandia       | Hartwall Areena                             |
| 17 de junio de 2009                                     | Oslo                     | Noruega         | Spektrum                                    |
| 19 de junio de 2009                                     | Nickelsdorf              | Austria         | Nova Rock Festival                          |
| 20 de junio de 2009                                     | Nimega                   | Países Bajos    | Sonisphere Festival                         |
| 22 de junio de 2009                                     | Milán                    | Italia          | Mediolanum Forum                            |
| 24 de junio de 2009                                     | Roma                     | Italia          | PalaLottomática                             |
| 4 de julio de 2009                                      | Hockenheim               | Alemania        | Sonisphere Festival                         |
| 5 de julio de 2009                                      | Werchter                 | Bélgica         | Rock Werchter Festival                      |
| 7 de julio de 2009                                      | Nîmes                    | Francia         | Arènes de Nîmes                             |
| 9 de julio de 2009                                      | Lisboa                   | Portugal        | Optimus Alive! Festival                     |
| 11 de julio de 2009                                     | Barcelona                | España          | Sonisphere Festival                         |
| 13 de julio de 2009                                     | Madrid                   | España          | Palacio de Deportes                         |
| 14 de julio de 2009                                     | Madrid                   | España          | Palacio de Deportes                         |
| 16 de julio de 2009                                     | Zúrich                   | Suiza           | Hallenstadion                               |
| 18 de julio de 2009                                     | Hultsfred                | Suecia          | Sonisphere Festival                         |
| 20 de julio de 2009                                     | Copenhague               | Dinamarca       | Forum                                       |
| 22 de julio de 2009                                     | Copenhague               | Dinamarca       | Forum                                       |
| 23 de julio de 2009                                     | Copenhague               | Dinamarca       | Forum                                       |
| 25 de julio de 2009                                     | Pori                     | Finlandia       | Sonisphere Festival                         |
| 27 de julio de 2009                                     | Copenhague               | Dinamarca       | Forum                                       |
| 28 de julio de 2009                                     | Copenhague               | Dinamarca       | Forum                                       |
| 30 de julio de 2009                                     | Oslo                     | Noruega         | Spektrum                                    |
| 1 de agosto de 2009                                     | Dublín                   | Irlanda         | Marlay Park                                 |
| 2 de agosto de 2009                                     | Knebworth                | Reino Unido     | Sonisphere Festival                         |
| América del Norte, Etapa #3                             |                          |                 |                                             |
| 11 de septiembre de 2009 [3]                            | San Rafael, CA           | Estados Unidos  | Marin Veterans' Memorial Auditorium         |
| 14 de septiembre de 2009                                | Nashville, TN            | Estados Unidos  | Sommet Center                               |
| 15 de septiembre de 2009                                | Cincinnati, OH           | Estados Unidos  | U.S. Bank Arena                             |
| 17 de septiembre de 2009                                | Indianápolis, IN         | Estados Unidos  | Conseco Fieldhouse                          |
| 19 de septiembre de 2009                                | Montreal, QC             | Canadá          | Centre Bell                                 |
| 20 de septiembre de 2009                                | Montreal, QC             | Canadá          | Centre Bell                                 |
| 28 de septiembre de 2009                                | San Antonio, TX          | Estados Unidos  | AT&T Center                                 |
| 29 de septiembre de 2009                                | Dallas, TX               | Estados Unidos  | American Airlines Center                    |
| 1 de octubre de 2009                                    | Sunrise, FL              | Estados Unidos  | BankAtlantic Center                         |
| 3 de octubre de 2009                                    | Tampa, FL                | Estados Unidos  | St. Pete Times Forum                        |
| 4 de octubre de 2009                                    | Atlanta, GA              | Estados Unidos  | Philips Arena                               |
| 12 de octubre de 2009                                   | Winnipeg, MB             | Canadá          | MTS Centre                                  |
| 13 de octubre de 2009                                   | Minneapolis, MN          | Estados Unidos  | Target Center                               |
| 15 de octubre de 2009                                   | Cleveland, OH            | Estados Unidos  | Quicken Loans Arena                         |
| 17 de octubre de 2009                                   | Charlottesville, VA      | Estados Unidos  | John Paul Jones Arena                       |
| 18 de octubre de 2009                                   | Charlotte, NC            | Estados Unidos  | Time Warner Cable Arena                     |
| 26 de octubre de 2009                                   | Toronto, ON              | Canadá          | Air Canadá Centre                           |
| 27 de octubre de 2009                                   | Toronto, ON              | Canadá          | Air Canadá Centre                           |
| 31 de octubre de 2009                                   | Quebec City, QC          | Canadá          | Colisée Pepsi                               |
| 1 de noviembre de 2009                                  | Quebec City, QC          | Canadá          | Colisée Pepsi                               |
| 3 de noviembre de 2009                                  | Ottawa, ON               | Canadá          | Scotiabank Place                            |
| 9 de noviembre de 2009                                  | Grand Rapids, MI         | Estados Unidos  | Van Andel Arena                             |
| 10 de noviembre de 2009                                 | Buffalo, NY              | Estados Unidos  | HSBC Arena                                  |
| 12 de noviembre de 2009                                 | Albany, NY               | Estados Unidos  | Times Union Center                          |
| 14 de noviembre de 2009                                 | Nueva York, NY           | Estados Unidos  | Madison Square Garden                       |
| 15 de noviembre de 2009                                 | Nueva York, NY           | Estados Unidos  | Madison Square Garden                       |
| América del Norte, Etapa #4                             |                          |                 |                                             |
| 5 de diciembre de 2009                                  | Las Vegas, NV            | Estados Unidos  | Mandalay Bay Events Center                  |
| 7 de diciembre de 2009                                  | Nampa, ID                | Estados Unidos  | Idaho Center                                |
| 8 de diciembre de 2009                                  | Sacramento, CA           | Estados Unidos  | ARCO Arena                                  |
| 10 de diciembre de 2009                                 | Anaheim, CA              | Estados Unidos  | Honda Center                                |
| 12 de diciembre de 2009                                 | San Jose, CA             | Estados Unidos  | HP Pavilion                                 |
| Latinoamérica, Etapa #2                                 |                          |                 |                                             |
| 19 de enero de 2010                                     | Lima                     | Perú            | Estadio Universidad San Marcos              |
| 21 de enero de 2010                                     | Buenos Aires             | Argentina       | Estadio Monumental Antonio Vespucio Liberti |
| 22 de enero de 2010                                     | Buenos Aires             | Argentina       | Estadio Monumental Antonio Vespucio Liberti |
| 24 de enero de 2010                                     | Córdoba                  | Argentina       | Orfeo Superdomo                             |
| 26 de enero de 2010                                     | Santiago                 | Chile           | Club Hípico                                 |
| 28 de enero de 2010                                     | Porto Alegre             | Brasil          | Parque Condor                               |
| 30 de enero de 2010                                     | São Paulo                | Brasil          | Estádio do Morumbi                          |
| 31 de enero de 2010                                     | São Paulo                | Brasil          | Estádio do Morumbi                          |
| Latinoamérica, Etapa #3                                 |                          |                 |                                             |
| 1 de marzo de 2010                                      | Guadalajara              | México          | Estadio Tres de Marzo                       |
| 3 de marzo de 2010                                      | Monterrey                | México          | Estadio Universitario                       |
| 5 de marzo de 2010                                      | Ciudad de Guatemala      | Guatemala       | Estadio Mateo Flores                        |
| 7 de marzo de 2010                                      | San José                 | Costa Rica      | Estadio Ricardo Saprissa Aymá               |
| 8 de marzo de 2010                                      | Ciudad de Panamá         | Panamá          | Centro de Convenciones Figali               |
| 10 de marzo de 2010                                     | Bogotá                   | Colombia        | Parque Simón Bolívar                        |
| 12 de marzo de 2010                                     | Caracas                  | Venezuela       | Hipódromo La Rinconada                      |
| 14 de marzo de 2010                                     | San Juan                 | Puerto Rico     | Coliseo de Puerto Rico José Miguel Agrelot  |
| Europa, Etapa #5                                        |                          |                 |                                             |
| 13 de mayo de 2010                                      | Oslo                     | Noruega         | Telenor Arena                               |
| 14 de mayo de 2010                                      | Oslo                     | Noruega         | Telenor Arena                               |
| 17 de mayo de 2010                                      | Riga                     | Letonia         | Arēna Rīga                                  |
| 18 de mayo de 2010                                      | Tallin                   | Estonia         | Saku Suurhall                               |
| 20 de mayo de 2010                                      | Vilna                    | Lituania        | Siemens Arena                               |
| 21 de mayo de 2010                                      | Vilna                    | Lituania        | Siemens Arena                               |
| 24 de mayo de 2010                                      | Moscú                    | Rusia           | Olimpiyskiy                                 |
| 25 de mayo de 2010                                      | Moscú                    | Rusia           | Olimpiyskiy                                 |
| Israel y Europa, Etapa #6                               |                          |                 |                                             |
| 11 de abril de 2010                                     | Belfast                  | Irlanda         | Odyssey Arena                               |
| 12 de abril de 2010                                     | Belfast                  | Irlanda         | Odyssey Arena                               |
| 14 de abril de 2010                                     | Budapest                 | Hungría         | Puskás Ferenc Stadion                       |
| 16 de abril de 2010                                     | Zagreb                   | Croacia         | Hipodrom Zagreb                             |
| 18 de abril de 2010                                     | Lisboa                   | Portugal        | Pavilhão Atlântico                          |
| 19 de abril de 2010                                     | Lisboa                   | Portugal        | Pavilhão Atlântico                          |
| 22 de abril de 2010                                     | Tel Aviv                 | Israel          | Itztadion Ramat Gan                         |
| 23 de abril de 2010                                     | Lyon                     | Francia         | Halle Tony Garnier                          |
| Europa, Etapa #7                                        |                          |                 |                                             |
| 14 de junio de 2010                                     | Arganda del Rey (Madrid) | España          | Rock in Rio Festival                        |
| 16 de junio de 2010 [4]                                 | Varsovia                 | Polonia         | Sonisphere Festival                         |
| 18 de junio de 2010 [4]                                 | Jonschwil                | Suiza           | Sonisphere Festival                         |
| 19 de junio de 2010 [4]                                 | Milovice                 | República Checa | Sonisphere Festival                         |
| 22 de junio de 2010 [4]                                 | Sofía                    | Bulgaria        | Sonisphere Festival                         |
| 24 de junio de 2010 [4]                                 | Atenas                   | Grecia          | Sonisphere Festival                         |
| 26 de junio de 2010 [4]                                 | Bucarest                 | Rumania         | Sonisphere Festival                         |
| 27 de junio de 2010 [4]                                 | Estambul                 | Turquía         | Sonisphere Festival                         |
| Oceanía, Etapa #1                                       |                          |                 |                                             |
| 15 de septiembre de 2010                                | Melbourne                | Australia       | Rod Laver Arena                             |
| 16 de septiembre de 2010                                | Melbourne                | Australia       | Rod Laver Arena                             |
| 18 de septiembre de 2010                                | Sídney                   | Australia       | Acer Arena                                  |
| 21 de septiembre de 2010                                | Christchurch             | Nueva Zelanda   | CBS Canterbury Arena                        |
| 22 de septiembre de 2010                                | Christchurch             | Nueva Zelanda   | CBS Canterbury Arena                        |
| Japón                                                   |                          |                 |                                             |
| 25 de septiembre de 2010                                | Tokio                    | Japón           | Saitama Super Arena                         |
| 26 de septiembre de 2010                                | Tokio                    | Japón           | Saitama Super Arena                         |
| Oceanía, Etapa #2                                       |                          |                 |                                             |
| 13 de octubre de 2010                                   | Auckland                 | Nueva Zelanda   | Vector Arena                                |
| 14 de octubre de 2010                                   | Auckland                 | Nueva Zelanda   | Vector Arena                                |
| 16 de octubre de 2010                                   | Brisbane                 | Australia       | Entertainment Centre                        |
| 18 de octubre de 2010                                   | Brisbane                 | Australia       | Entertainment Centre                        |
| 19 de octubre de 2010                                   | Brisbane                 | Australia       | Entertainment Centre                        |
| 22 de octubre de 2010                                   | Perth                    | Australia       | Burswood Dome                               |
| 23 de octubre de 2010                                   | Perth                    | Australia       | Burswood Dome                               |
| Estados Unidos ("Call of Duty: Black Ops" launch event) |                          |                 |                                             |
| 4 de noviembre de 2010                                  | Santa Monica, CA         | Estados Unidos  | Santa Monica Airport                        |
| Oceanía, Etapa #3                                       |                          |                 |                                             |
| 10 de noviembre de 2010                                 | Sídney                   | Australia       | Acer Arena                                  |
| 11 de noviembre de 2010                                 | Sídney                   | Australia       | Acer Arena                                  |
| 13 de noviembre de 2010                                 | Sídney                   | Australia       | Acer Arena                                  |
| 15 de noviembre de 2010                                 | Adelaida                 | Australia       | Entertainment Centre                        |
| 16 de noviembre de 2010                                 | Adelaida                 | Australia       | Entertainment Centre                        |
| 18 de noviembre de 2010                                 | Melbourne                | Australia       | Rod Laver Arena                             |
| 20 de noviembre de 2010                                 | Melbourne                | Australia       | Rod Laver Arena                             |
| 21 de noviembre de 2010                                 | Melbourne                | Australia       | Rod Laver Arena                             |

- 1^ Abierto para invitados y los miembros del club de fanes.
- 2^ Reprogramados a partir del 8 de marzo de 2009.
- 3^ Dan un beneficio a los nuevos Museo Marin de Historia "Marin Rocks" exposición, que abrió sus puertas en 2010.
- 4^ Fecha considerada como un "Big 4" show con Metallica, Slayer, Megadeth y Anthrax.

- Datos: Q3569988